# 薛宣
薛 宣（せつ せん、生没年不詳）は、前漢の人。字は贛君。東海郡郯県の人。

## 略歴
若くして廷尉書佐・都船獄史・大司農斗食属などとなり、推挙されて不其県丞に遷った。琅邪太守趙貢（趙広漢の兄の子）が薛宣の才能を見出し、妻子に引き合わせて「贛君が丞相となったら、私の2人の子は丞相史になるであろう」と言った。
その後、推挙されて楽浪都尉丞となり、幽州刺史が秀才に推挙して冤句県令となった。大将軍王鳳が彼の才能を聞いて、彼を長安令にした。素晴らしい実績を挙げたので御史中丞に昇進した。御史中丞になると刺史の問題点を指摘などを上奏し、また刺史や太守の良し悪しを上奏する際も白黒がはっきりしていたことから、名を知られるようになった。
臨淮太守・陳留太守を歴任し、陽朔元年（紀元前24年）に左馮翊となった。賞罰は明快で、法律の適用は公平であり、筆記用具に至るまで経費削減に努めた。吏や民は彼を称え、郡中は静かになった。陽朔4年（紀元前21年）に少府となった。
鴻嘉元年（紀元前20年）、御史大夫于永が死亡した。谷永は上奏して後任の御史大夫に薛宣を推薦した。そこで成帝は薛宣を御史大夫とした。
その年、丞相張禹が引退したため、薛宣は御史大夫となって数カ月で丞相に昇進し、高陽侯に封じられた。薛宣は丞相になると趙貢の子を丞相史とした。
薛宣が丞相となってから、訴訟ごとで1万銭以下の事例は府で取り扱わないようにし、これがそれ以降の定例となって「薛侯の故事」と呼ばれた。また丞相司直の翟方進が宰相の器と知り、彼を厚遇した。
また、薛宣は成帝の叔母にあたる敬武長公主の再婚相手となった。
しかし部下たちは薛宣の政治が煩瑣であることを謗り、成帝も儒者を好んだため、儒学の素養のない薛宣は軽んじられた。
その後、永始2年（紀元前15年）になり、広漢郡の盗賊を鎮圧できなかったことや、王太皇太后の葬儀で臨時徴発が行われたことなどを理由に丞相を罷免され、列侯を失った。
翟方進は丞相となると、旧恩に報いるため、薛宣が法律や制度を熟知しており、前に罷免された理由も重罪ではないので、再度登用すべきであると推薦した。そこで成帝は薛宣を召し出し、再度高陽侯に封じ、特進の位を与え、張禹に次ぐ順位とした。さらに給事中とし、尚書の政務を見させた。数カ年後、淳于長と仲が良かったことから罷免された。
薛宣には薛明・薛修という弟がおり、薛明は南陽太守に至った。薛修は京兆尹・少府に至ったが、母が死亡した時に三年の喪を実行するかどうかで薛宣と口論となり、薛修は3年の喪を実行した。哀帝の時代になり、このことが朝廷で問題となり、薛宣が親不孝であり朝廷に居るべきでないと言われるようになった。薛宣の子の薛況は右曹侍郎となっていたが、薛宣を非難していた博士申咸を襲撃するという事件を起こした。薛況は敦煌に流罪となり、薛宣は爵位を剥奪され、故郷の郡に帰った。